# Niebezpieczny kochanek
Niebezpieczny kochanek – polski, krótkometrażowy, czarno-biały, niemy dramat z roku 1912 w reżyserii Kazimierza Kamińskiego.

## Obsada
- Irena Horwath - pani Helena
- Stanisława Lubicz-Sarnowska - Maryna
- Kazimierz Kamiński - lokaj